# Comuna de Bakú
La Comuna de Bakú va ser un govern que crearen els comunistes de l'Azerbaidjan, rebel·lats el 15 de novembre de 1917, establert formalment a Bakú el 8 de maig de 1918. Aquest govern s'estenia a quasi tot l'Azerbaidjan menys tres districtes que estaven en poder del Musavat i on aquests havien proclamada la República de l'Azerbaidjan.
El 12 d'abril de 1918 el partit Musavat va intentar establir-se a Bakú, però s'hi van oposar els comunistes i esquerrans revoltats a la ciutat i altres llocs, que els van foragitar, i el 8 de maig es va constituir el govern.
El juliol del 1918 el govern de la Comuna es va dividir. Alguns volien obtenir el suport dels britànics que s'havien establert a Pèrsia per rebutjar els turcs que aleshores envaïen Transcaucàsia. Els menxevics i els armenis (membres del Dashnak) afavorien la intervenció. Els bolxevics dimitiren el 31 de juliol de 1918, i amb això es va acabar el govern de la Comuna de Bakú, que va donar pas a un nou govern conegut com la Dictadura de la Càspia Central.